# Mixomelia ectophaea
Mixomelia ectophaea là một loài bướm đêm trong họ Noctuidae.